# Pyrenula andina
Pyrenula andina är en lavart som beskrevs av Aptroot. Pyrenula andina ingår i släktet Pyrenula och familjen Pyrenulaceae.   Inga underarter finns listade i Catalogue of Life.